# Uicheon
 (avril 2015).
Si vous disposez d'ouvrages ou d'articles de référence ou si vous connaissez des sites web de qualité traitant du thème abordé ici, merci de compléter l'article en donnant les références utiles à sa vérifiabilité et en les liant à la section « Notes et références ».
Daegak Guksa (hangeul: 대각국사, hanja: 大覺國師) (1055–1101) est un moine bouddhiste coréen, fondateur de l'école Cheontae du bouddhisme (McCune-Reischauer : Ch'ŏnt'ae, prononciation coréenne de Tiantai).
Guksa (McCune-Reischauer : Kuksa, « précepteur national ») est son titre, et Daegak (McCune-Reischauer : Taekak, « grande illumination ») son nom posthume de dharma (nom d'ordination). Uicheon est son prénom social, et Wang Hu (hangeul: 왕후, hanja: 王煦) son nom de naissance.

## Biographie
Fils du roi Munjong de Goryeo, il a vécu la plus grande partie de sa vie au temple Ryongtongsa à Kaesong, où il a été enterré ; on peut y voir sa tombe aujourd'hui.
Le prince Uich'ôn n'a pu mener à bien le travail d'unité des courants bouddhistes pour lequel il s'était engagé en raison de sa mort précoce. Le pays faisait face à une situation interne difficile qui entraînait des soulèvements populaires dus à la situation détériorée des campagnes, et à des menaces externes d'invasions qui avait conduit à la dictature militaire. Le bouddhisme s'est retrouvé dans une situation dangereuse car, officiellement reconnu, il s'est laissé partiellement gagner et corrompre par l'attrait du pouvoir et de l'argent.